# Туристичка организација општине Црна Трава
| Туристичка организација општине Црна Трава |                                               |
|                                            |                                               |
| Оснивач:                                   | Општина Црна Трава                            |
| Седиште:                                   | Трг Милентија Поповића 51, Црна Трава, Србија |
| Директор:                                  | Биљана Бабић                                  |
| Веб презентација                           | Званични веб-сајт                             |

Туристичка организација општине Црна Трава је једна од јавних установа општине Црна Трава. Основана је 8. јула 2013. године године од стране Скупштине општине Црна Трава, са циљем унапређења туристичке понуде и производа на територији општине Црна Трава. Седиште канцеларије се налази у самом центру Црне Траве. Приоритет ТО је развој туризма као покретача локалног економског развоја.

## Делатност организације
- Промоција туризма Црне Траве
- Координирање активности и сарадње између привредених и других субјеката у туризму
- Обезбеђује информативно- прпагандни материјал којим се промовишу туристичке вредности општине Црна Трава
- Организује туристичко информативне центре
- Посредује у пружању услуга у домаћој радиности
- Подстиче реализацију програма изградње туристичке инфраструктуре.

## Мисија
- Стварање квалитетног, атрактивног и позитивног амбијента за развој свих облика туризма.
- Стварање  пријатног и гостољубивог амбијента како за домаће и стране туристе тако и за локално становништво.
- Развој добрих система комунициања између свих учесника у креирању интегрисаног  туристичког производа.
- Експлоатисање природних, културних и других ресурса на одговоран начин који доноси профитабилне и одрживе дугорочне инвестиције у општини.
- Сви чиниоци туристичке привреде виде туризам као мотор развоја општине који може да омогући економску независност  и стварање нових радних места.

## Циљеви
- Промовисање Црне Траве за циљане видове туризма.
- Усмеравање и охрабривање инвестирања у оне облике садржаја који доприносе развоју туризма
- Охрабривање развоја и промоција посебних догађаја и манифестација намењених туристима и свима који посећују Црну Траву

## Визија
- Коришћењем свих расположивих туристичких ресурса захваљујући њиховој промоцији, Црна Трава може постати привлачна дестинација за становнике других градова, регија, држава као и место где ће домаће становништво бити задовољно туристичким садржајем[3]
- Црна Трава, место које мора бити откривено због лепоте нетакнуте пироде изобиља чистог планинског ваздуха, воде, шумских плодова чије чари туристи теже да осете, пробају, доживе.
- Планинске стазе и монтбајк маратон имају шансу због изузетно погодног терена за ове врсте туриста.